# 松本寬也
松本 寬也（1986年6月21日—）是日本著名的男演員，出生於秋田縣，後來成為Avex Entertainment旗下男藝人。身高173cm，血型A型。他曾在拍攝特攝作品《魔法戰隊魔法連者》，飾演黃色魔法使（小津翼）。於2017年就任超級戰隊親善大使，並在系列作《宇宙戰隊九連者》中友情客串演出。

## 演出

### 電視劇
- 君が思い出になる前に（2004年，富士電視台）第6集客串
- 魔法戰隊魔法連者（2005年-2006年，朝日電視台）- 飾演 黃色魔法使／小津翼
- Hollyland（2005年，東京電視台）第1集串客
- 美容少年★セレブリティ（2007年，東京電視台）- 飾演 墨
- 工作一姐（2007年，富士電視台）第3集串客
- ROOKIES（2008年，TBS）- 飾演 坪井大胡
- 音女(OTOME)（2008年5月14日，朝日電視台）第23集客串 - 飾演 Yosuke
- 學校學不到的事（2008年，日本電視台）第2及第6集客串 - 飾演 マー君
- 王牌男公關（2008年，朝日電視台）- 飾演 蓮
- 小兒救命（2008年，朝日電視台）第5及第6集客串
- TUKUMO（2009年1月11日，BS-i）- 飾演 織田學
- 特命戰隊Go Busters (2012年，朝日電視台) - 飾演 陣雅人／Beet Buster
- アイドルバトラー（2015年9月，TOKYOMX - 飾演 トミー
- 手裏劍戰隊忍忍者（2015年，朝日電視台）第38集客串 - 飾演 黃色魔法使／小津翼
- 宇宙戰隊九連者（2017年-2018年，朝日電視台）友情客串 - 飾演 Hoshi★Minato
- 魔進戰隊煌輝者（2020年，朝日電視台）第35集客串 - 飾演 冰棒攤販

### 廣告
- スケッチャーズ BOAのバックのダンサー（2005年）
- NTTDoCoMo 電視購物「CANDY HEART」（2006年，BS-i）

### 舞台
- 音樂劇 『飛輪少年』（2007年） - 飾演 茱莉葉
- 音樂劇 『飛輪少年』 vs. BACCHUS Super Range Remix （2007年） - 飾演 茱莉葉
- 東京俳優市場 二〇〇七〜冬の陣「お別れの日」Aバージョン（2007年） - 飾演 Masahiko
- BOYS LOVE Stage.（2008年） - 飾演 奈津樹（桐生奈津樹）
- MEN&MAN 男たちのSADAME[運命]（2009年） - 飾演 美山遼

### 電影
- 《魔法戰隊魔法連者 THE MOVIE 地獄魔人的新娘》（2005年，東映） - 飾演 黃色魔法使／小津翼
- WARUBORO（2007年）
- 嫌疑犯X的獻身（2008年）
- 《特命戰隊Go Busters THE MOVIE 保護東京Enetower!》（2012年8月4日，東映） - 飾演 Beet busters／陣雅人
- 《特命戰隊Go Busters VS 海賊戰隊豪快者 THE MOVIE》（2013年1月19日，東映） - 飾演 Beet busters／陣雅人
- 《獸電戰隊強龍者 VS Go Busters 恐龍大決戰！ 再見永遠的朋友啊》（2014年1月18日，東映） - 飾演 Beet busters／陣雅人
- 《假面騎士×超級戰隊 超 超級英雄大戰》（2017年3月25日，東映） - 飾演 Beet busters／陣雅人

### DVD
- BOYS LOVE（2006年） - 飾演 古村千鳥
- 幽霊ゾンビ（2007年） - 飾演 吉雄
- 美容少年★セレブリティ 豪&塁の“美容少年☆カルテ”（2008年） - 飾演 墨
- BOYS LOVE Stage.（2008年） - 飾演 桐生奈津樹

### Original Video
- 魔法戰隊魔法連者VS刑事連者（2006年，東映） - 飾演 黃色魔法使／小津翼
- 超忍者隊INAZUMA!（2006年，東映） - 飾演 寒吉
- 轟轟戰隊冒險者VS超級戰隊（2007年，東映） - 飾演 黃色魔法使／小津翼
- 超忍者隊INAZUMA!! SPARK（2007年，東映） - 飾演 寒吉

### 動畫
- 冬之幻 Acid Black Cherry 冬之幻 短片（2008年，Yahoo!動畫）

### 電台
- FM秋田 超兄貴 節目內 「秋モでＧＯ！」（2004年，FM秋田）
- 妄想ポンパシ系列 節目內 「イケメン数珠つなぎ」（2007年，大坂電台）
- マベラヂW（2007年，文化放送）

### 宴會
- Club7 presents New Year's Party 2006 The Wonderful 4men da show!!（2006年） - 出席
- 行け！Men's Nation（2008年） - 出席

### 其他
- 勝利十一人誘致會「ウイイレ侍がゆく!!」（2006年） - 出席
- besidegames（2007年〜） - 參加

## 外部連結
- （日語） 松本寬也官方檔案
- （日語） besidegames （页面存档备份，存于）
- RUN&GUN
- 相葉裕樹
- 吉田友一

| 前任： 木下亞由美 （特搜戰隊刑事連者） | 日本超級戰隊系列黃色戰士演員 魔法戰隊魔法連者 2005年2月13日-2006年2月12日 | 繼任： 中村知世 （轟轟戰隊冒險者） |

| 前任： 相馬圭祐 （侍戰隊真劍者） | 日本超級戰隊系列金色戰士演員 特命戰隊Go Busters 2012年2月26日-2013年2月17日 | 繼任： 丸山敦史 （獸電戰隊強龍者） |